# Daitō-Ryū Aikijūjutsu

Il mon (emblema) del clan Takeda

Il Daitō-Ryū Aikijūjutsu (大東流合気柔術 = Grande Scuola d'Oriente dell'Aikijujutsu) o brevemente Daito-ryu è considerato, in Giappone, come una delle più antiche e nobili scuole di bujutsu. Sarebbe stata fondata nel 1087 da Shinra Saburō Minamoto no Yoshimitsu (新羅 三郎 源 義光, 1045–1127), samurai del clan Minamoto, terzo figlio di Yoriyoshi Minamoto, discendente della quinta generazione dell'imperatore del Giappone, della dinastia Minamoto, Fujiwara Seiwa (850-881), e la sua evoluzione si sarebbe svolta in parallelo con la storia del Giappone.

## Storia
Il clan Minamoto era uno dei maggiori del Giappone e Yoriyoshi Minamoto, principe militare ereditario (Daimyō) della provincia di Chinjufu era stato inviato dall'imperatore a sedare una rivolta del clan Abe.
La guerra durò per 11 anni (1051-1062) sino a quando Sadatou Abe fu sconfitto nella battaglia di Yakata Koromogawa.
Successivamente i figli di Yoriyoshi combatterono nella guerra Gosannen (1083-1087) contro il clan Kiyohara. Minamoto Yoshiie (uno dei figli) era in difficoltà, fu raggiunto dal fratello Yoshimitsu e insieme espugnarono la fortezza di Kanazawa. Yoshimitsu era il signore del castello di Daitō (da cui deriva poi il nome dell'arte), ma il figlio Yoshikiyo al termine della guerra si trasferì a Takeda nella provincia di Kai dove assunse il nuovo nome di Yoshikiyo Takeda, dando così origine al Clan Takeda.
Gli insegnamenti marziali sarebbero stati trasmessi in segreto presso il clan Takeda, che le avrebbe tramandate fino ai giorni nostri.
Nel 1674 alcuni documenti segnalano che l'influenza del Nishinkan
del clan Takeda si è espansa su tutto il territorio d'Aizu, intorno al quale fioriscono molte scuole marziali principali che insegnano solo ai bushi del clan Aizu. Si contano 5 stili di scherma, 2 di ju jitsu (la famosa Mizu no Shinto-ryu e Shinmyo-ryu) proprie del clan Aizu più una miriade di scuole private che insegnano anche ai samurai di minor rango: 22 di scherma, 16 di jujutsu, 16 d'armi da fuoco, 14 d'estrazione della spada, 7 di tiro con l'arco, 4 di lancia e 1 d'alabarda, falcetto con catena, bastone, lotta con l'armatura senza armi.
Per due delle scuole citate vige il divieto di fornire dimostrazioni in pubblico. Sono le due scuole segrete del clan Aizu - l'Oshikiuchi (già Aiki-in-yo-ho, poi Daito-ryu Aikijujutsu) del clan Takeda e il kenjutsu di Misoguchi-ha Itto-ryu del clan Aizu.
Nel periodo Edo (1600-1868) la città d'Aizuwakamatsu nel distretto di Aizu era nota per la potenza del castello Tsurugajo, fatto costruire nel 1384 (periodo Ashikaga) da Ashina Naomori (all'epoca daimyoo d'Aizu), e al tempo della rivolta guarnito dalle truppe del clan Aizu, addestrate dal clan Takeda che forniva anche i migliori samurai per la guardia dello shogun. Nel 1868 il nerbo delle forze bene resiste alle forze nemiche, contro cui combattono anche due formazioni di giovani Takeda addestrati nell'Oshikiuchi (il futuro Daito-ryu Aikijujutsu): la squadra Byakkottai (Tigri Bianche) e la squadra Joshigun (l'una maschile e l'altra femminile, entrambe formate da giovani tra i 15 e i 17 anni). Quando le armate Meiji si avvicinano al castello Tsurugajo difeso dal daimyoo d'Aizu Matsudaira Katamori, le due squadre accorrono in suo aiuto. Vedendo la struttura assediata e avvolta dal fumo e, pensando al peggio, essi compiono l'unico atto degno del bushido: il seppuku. Alle porte della città oggi sorge un monumento in memoria dei giovani Takeda suicidi.
La battaglia, benché ormai persa, in realtà continua altre quattro settimane, e il castello, che non era in fiamme come avevano creduto i giovani, è ancora in mano degli Aizu-Takeda. I superstiti, nell'esempio dell'eroismo delle giovani squadre scelgono di continuare a combattere sino alla morte, e come in passato, le famiglie commettono seppuku così che i loro mariti e padri non debbano preoccuparsi di loro in quanto la sconfitta è ormai inevitabile. Quando le armate dell'imperatore entrano nel castello non vi è un sol uomo vivo.
In casa del capo-clan Takeda trovano 21 donne e bambini morti suicidi. Terminava così l'egemonia degli shōgun. Ma termina anche un'era, quella dei veri samurai.
Inizia infatti il periodo Meiji (1868-1912), la rivoluzione sociale che ne segue stravolge il concetto di caste e nessuno può più portare in pubblico il daishō (le due spade, lunga e corta, simbolo della classe militare dei bushi).
Pochi anni prima era nato un bimbo: Sokaku Takeda (1860-1943), che all'epoca aveva solo otto anni. Il padre, Takeda Soikichi, discendente della stirpe Takeda nel feudo di Aizu, lo aveva nascosto al sicuro, e ben presto il giovane Takeda oltre a studiare l'arte di famiglia, l'Oshikiuchi, inizia il suo musha shugyo (pellegrinaggio d'apprendistato): crescendo con quell'educazione era divenuto, senza volerlo, un rōnin, ovvero un bushi senza padrone - il nuovo governo aveva abolito le classi e tutta la struttura sociale dei buke. Studia in tutte le migliori scuole di spada, di lancia e di bastone del paese sino a divenire talmente abile che pur portando in pubblico sino alla morte le due spade simbolo della casta abolita dei samurai, nessuno ebbe mai il coraggio di disarmarlo.
Takeda Sokaku fu molto criticato per il carattere irascibile e scontroso, per i modi altezzosi e arroganti, e per il disprezzo che pubblicamente nutriva nei confronti del nuovo ordine sociale.
La sua figura va però misurata nel contesto di un paese che soffriva d'una profonda rivoluzione, dove i valori radicati da millenni nell'animo dei bushi vennero gettati alle ortiche in pochi anni. Essi vedevano il mondo crollare sotto i loro piedi. Adeguarsi non era facile, soprattutto per le convinzioni morali e i condizionamenti così forti che avevano subito sin dall'infanzia.
Alcuni reagirono.
Takeda Sokaku volle rinominare l'arte della scuola e la chiamò Daito-ryu Aikijujutsu per richiamarsi ai nomi e luoghi d'origine dell'arte e del suo clan: Il castello di Daito del principe Shinra Saburo Yoshimitsu Minamoto e la particella "Aiki" che derivava dall'antico nome "Aiki-in-yo-ho" dell'arte in epoca Edo.
Takeda Sokaku fu l'uomo che fece uscire l'arte dal riserbo e dal segreto secolare in cui si era tramandata, e la insegnò a moltissimi allievi. Benché analfabeta, teneva corsi e registrava tutto in appositi registri che faceva compilare e firmare direttamente agli allievi (registri conservati presso l'honbu dojo di Abashiri) con minuziosità impressionante, che oggi ci permette di ricostruire molti eventi con un dettaglio incredibile.
Ebbe molti allievi importanti: ministri, ammiragli, generali, magistrati, potenti magnati dell'economia d'inizio secolo, forze di polizia e anche futuri maestri d'arti marziali tra i quali:
Matsuda Hosaku, Takuma Hisa, Yoshi Sagawa, Yamamoto Kakuyoshi, Taiso Horikawa, Kodo Horikawa, Yoshita Kotaro, Morihei Ueshiba (fondatore dell'aikidō) e suo figlio Takeda Tokimune (1915-1993).
Il 36° Sōke, Takeda Tokimune (1915-1993), decise di far conoscere al mondo le tecniche di difesa proprie di quest'arte marziale solo nel 1990, accettando i primi allievi stranieri e dando così il via alla sua diffusione nel mondo. Tutte le tecniche di Aikijūjutsu praticate all'interno della scuola costituirebbero l'eredità delle tecniche praticate dai bushi del clan Minamoto (XII secolo), poi dal clan Takeda (XVI secolo) e per ultimo (fino al 1868) dal Clan Aizu.

## Tecniche
| Livello | Livello                                                     | Tecniche |
| ------- | ----------------------------------------------------------- | -------- |
| 1       | Elenco Segreto (秘伝目録 o 秘傳目録?, Hiden Mokuroku)       | 118      |
| 2       | L'arte di unire lo spirito (合気之術?, Aiki-no-jutsu)       | 53       |
| 3       | Misteri interni (秘伝奥義(の事)?, Hiden Ōgi (no Koto))      | 36       |
| 4       | Tecniche di auto difesa (護身用の手?, Goshin'yō-no-te)      | 84       |
| 5       | Spiegazione dell'eredità (解釈相伝?, Kaishaku Sōden)        | 477      |
| 6       | Licenza di trasmissione completa (免許皆伝?, Menkyo Kaiden) | 88       |
| Totale  | Totale                                                      | 856      |

Di quasi ogni tecnica esistono le varianti omote, frontale o esterno (表?), e ura, posteriore o interno (裏?), più alcune variazioni a seconda delle leve articolari apportate o delle tecniche di proiezione. In giapponese, 表 significa anche "esplicito", e quindi mostrato in pubblico, e 裏 "segreto", e quindi non mostrato in pubblico. Le tecniche ura, quindi, venivano raramente mostrate in esibizioni pubbliche.
La scuola Takumai aggiunge altre tecniche dette Daito-ryu Aiki Nito-ryu Hiden. La Takumai si basa anche su video e foto riprese durante degli stage di Tokimune e Ueshiba, un suo allievo che fonderà poi l'Aikidō, nel dojo della sede del quotidiano Asahi: I documenti sono riuniti in undici manuali detti Sōden.
Il numero complessivo di tecniche documentate dall'ammiraglio Isamu Takeshita è di 10.987. Questi diari sono attualmente conservati presso l'Hombu Dojo (lo Shimbukan Dojo) del Maestro Kondo Katsuyuki, il successore designato dall'ultimo soke Tokimune Takeda, a Tokyo..

### Classificazione delle tecniche
- Atemiwaza: colpi ai punti vitali
- Nagewaza: proiezioni
- Shimewaza: strangolamenti
- Kansetsuwaza: leve articolari
- Kyushuwaza: pressioni sui punti vitali del corpo umano
- Aikinojutsu: proiezioni mediante l'uso dell'aiki

Modalità di esecuzione:
- idori: shite e uke lavorano in ginocchio
- hanza handachi: shite è in ginocchio, uke in piedi.
- tachiai: shite e uke lavorano in piedi
- ushiro dori: uke attacca alle spalle di shite che si difende (in piedi)

## Insegnamento
1. SHODEN, l'insegnamento di base.
2. CHUDEN, l'insegnamento mediano.
3. SOUDEN, l'insegnamento superiore

## La successione di Tokimune
Scopo originale della scuola è di trasmettere fedelmente gli insegnamenti ricevuti da Takeda Tokimune (武田 時宗), che a sua volta ricevette da suo padre Takeda Sōkaku (武田 惣角), 35º Sōke (宗家) della scuola Daitō. Alla morte di Tokimune, tuttavia, vi fu una bagarre tra le correnti, caratterizzata da fratture dei praticanti. La corrente principale, l'unica riconosciuta ufficialmente dalla Traditional Martial Arts (Nihon Kobudo Kyokai) e dalla Association for the Promotion of Japanese Traditional Martial Arts (Nihon Kobudo Shinkokai) come "mainline", è quella del Maestro Kondo Katsuyuki, il solo cui Takeda Tokimune ha rilasciato il menkyo kaiden (免許皆伝?, licenza di successione completa), la cui sede attuale è a Tokyo..
Vi sono inoltre altre branche non ufficialmente riconosciute dalla Traditional Martial Arts (Nihon Kobudo Kyokai) e dalla Association for the Promotion of Japanese Traditional Martial Arts (Nihon Kobudo Shinkokai), fondate da alcuni allievi di Takeda Tokimune distaccatisi dalla branca principale.

## Il Daito Ryu Aikijujutsu in Italia
Il Maestro Kondo Katsuyuki si è recato per la prima volta in Italia nel 2008 guidando un seminario a Milano; da allora ne vengono organizzati anche in Italia.